# Jennifer Ciochetti
Jennifer "Jenny" Ciochetti (ur. 2 grudnia 1984 w Edmonton) – kanadyjska bobsleistka, dwukrotna medalistka mistrzostw świata.

## Kariera
Największy sukces w karierze osiągnęła w 2012 roku, kiedy wspólnie z Kaillie Humphries zdobyła złoty medal w dwójkach podczas mistrzostw świata w Lake Placid. Na tej samej imprezie wspólnie z kolegami i koleżankami z reprezentacji wywalczyła także brązowy medal w zawodach mieszanych. Była też między innymi czwarta w dwójkach na mistrzostwach świata w Altenbergu w 2008 roku oraz rozgrywanych rok później mistrzostwach świata w Lake Placid. W 2014 roku wystartowała na igrzyskach olimpijskich w Soczi, gdzie rywalizację w dwójkach ukończyła na trzynastej pozycji. Kilkukrotnie stawała na podium zawodów Pucharu Świata, odnosząc przy tym cztery zwycięstwa.